# ائکاتل

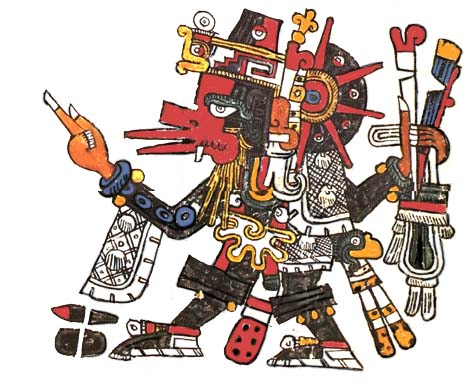
طرحی از ائکاتل-کتسال کواتل (کتسال کواتلی که ویژگی‌های آن با خصوصیات ائکاتل در هم آمیخته‌است، از مستندات بورگیا

ائکاتل یا اهه کاتل (اسپانیایی: Ehécatl‎؛ به ناهواتل: ehēcatl؛ به ناهواتل کلاسیک: Ecatl یا: [ˈekatɬ])، یک ایزد پیش کلمبیایی همراه با باد بود، که خصوصیات و ویژگی‌های مربوط بدان، در اساطیر آزتک و همین‌طور در اسطوره‌های دیگر فرهنگ‌های ناحیه مرکزی مکزیک، و مزوآمریکا، مطرح می‌باشد. او بیشتر و به‌طور معمول، به صورت یک جنبه از ایزدی موسوم به مار پر دار (که در میان آزتک‌ها با نام کتسال کواتل و در فرهنگ‌های دیگر با نام ناهووا شناخته می‌شود) در نظر گرفته می‌شود و به عنوان خدای باد مورد تفسیر قرار می‌گیرد، و بنابراین با توجه به همین ارتباط از وی به عنوان ائکاتل-کتسال کواتل نیز نام برده می‌شود. ائکاتل همچنین به گونه‌ای شاخص و برجسته، به عنوان یکی از خدایان آفرینشگر و همچنین به عنوان یکی از قهرمانان فرهنگی، تصویر می‌شود که در روایات اسطوره‌ای و افسانه‌های مربوط به آفرینش، در دوره پیش کلمبیایی و در فرهنگ نواحی مرکزی مکزیک مورد استناد قرار گرفته‌است.
از آنجا که باد در همه جهات قدرت وزیدن داشت، ائکاتل با تمام جهات اصلی مرتبط بود. معبد او به صورت یک سیلندر ساخته شده بود تا مقاومت هوا را کاهش دهد، و گاهی با دو نقاب جلوآمده یا بیرون‌زده تصویر می‌شود که نمایان‌گر وزش باد می‌باشند.

## اسطوره‌شناسی

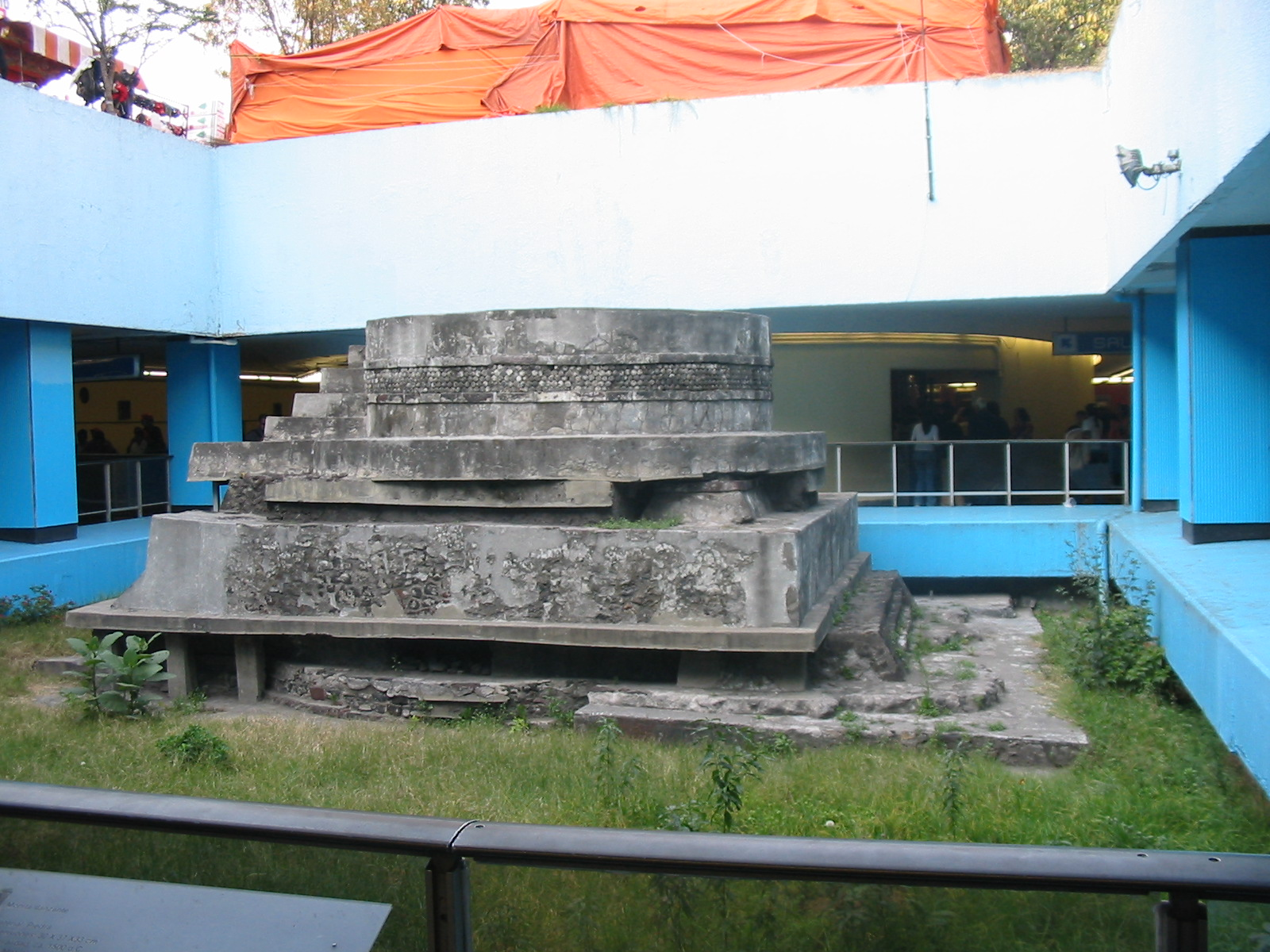
محرابی که به ایزد ائکاتل اختصاص داده شده‌است، و در وسط متروی پینو سوارز در مکزیکو سیتی واقع است. این محراب در طی ساخت و ساز ایستگاه مترو، در سال ۱۹۶۷ کشف شد و از آن زمان تا به امروز بوسیلهٔ گذرگاهی بین خطوط ۱ و ۲ مترو، در محاصره باقی‌مانده‌است

به محض آن که خورشید چهارم در اساطیر آفرینش آزتک نابود گردید (و این وابسته به خدایانی بود که از مردانی که خود آن‌ها آفریده بودند، رضایت نداشتند)، خدایان در تئوتی اوآکان (تئوتی واکان) به گرد هم جمع شدند. ناناواتسین و تکسیس تکاتل، به درون آتش مقدسی که مخصوص قربانی کردن بود، پریدند و در میان این آتش به ترتیب به خورشید و ماه تبدیل شدند. آن‌ها بی حرکت باقی‌ماندند تا زمانی که ائکاتل به آنجا رسید و سخت بر آن‌ها وزید. در ابتدا فقط خورشید از جای خویش نقل مکان کرد، اما هنگامی که خورشید شروع به حرکت نمود، ماه نیز نقل مکان خویش را آغاز کرد.

## ارتباط با کتسال کواتل

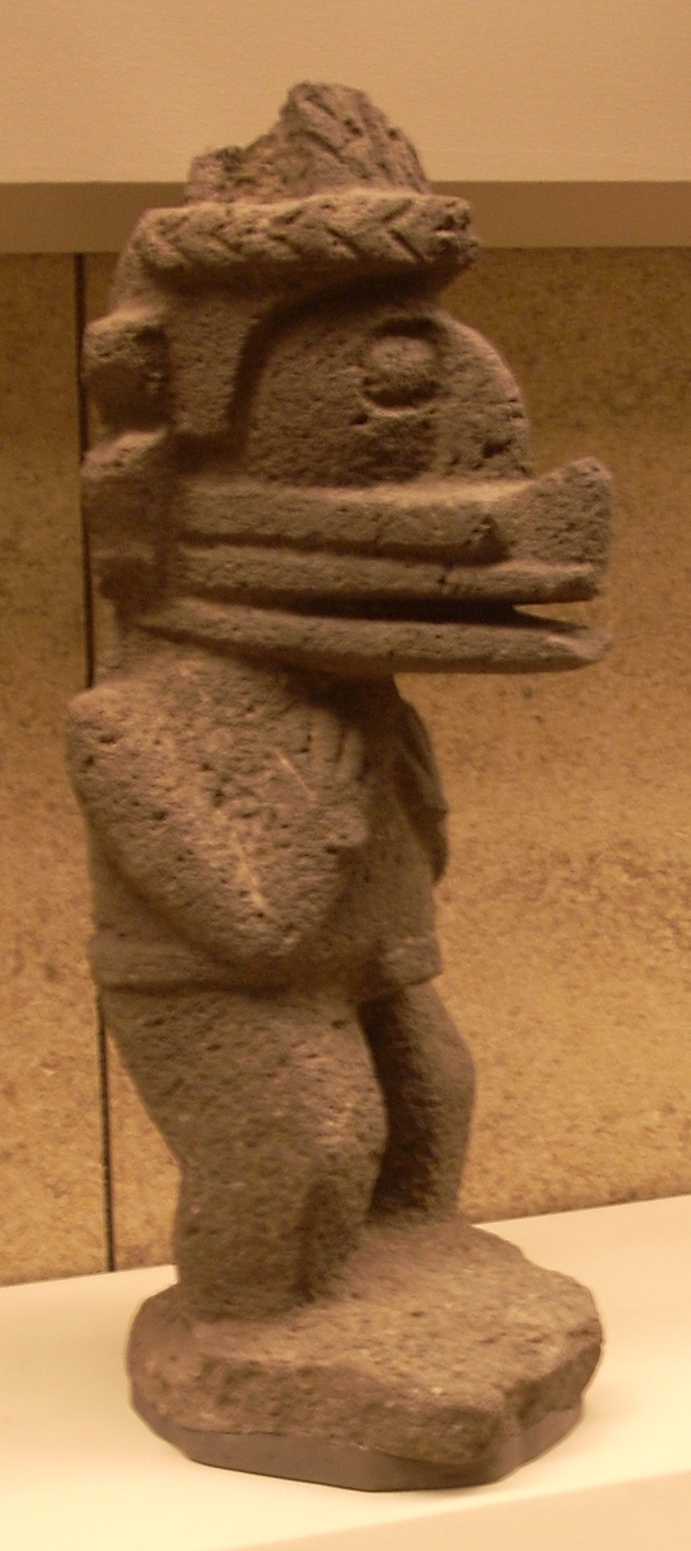
مجسمه آزتک کواتل، خدای باد. موزه بریتانیا.

آلفونسو کاسو، مردم‌شناس و مکزیک‌شناس مکزیکی، دربارهٔ کتسال کواتل و ارتباط آن با ایزدانی همچون ائکاتل می‌نویسد: 
وی ایزد باد، زندگی، بامداد، سیاره ناهبد، تؤامان و غولهاست و به نام‌های مختلف همچون إئِکاتل یا اهه کاتل (ایزد باد)، تلاویسکالپانته کوتلی (ایزد سیاره ناهید)، سه آکاتل و شولوتل (همزاد ناهید، ایزد همزادها و غول‌ها) نامیده شده‌است.
معنای تحت‌اللفظی کلمه کتسال کوال، «مارِ پَردار» است، ولی می‌توان آن را جفت باارزش نیز، معنی کرد، به این دلیل که ستاره بامداد و مغرب هر دو یکی است؛ زیرا ناهید در سپیده دمان توسط کتسال کوال و در غروب توسط برادر توامان خود، شولوتل ظاهر می‌شود. و به همین علت است که تلاویسکالپانته کوتلی، با دو چهره (چهره انسان زنده و چهره جمجمه) دیده می‌شود. برابری ستاره سحری و غروب، موجب پیدایش اساطیر بسیاری شده‌است و تقریباً تمامی آن‌ها در رابطه با کتسال کواتل است.
در برخی از پیکره‌های بر جای مانده از کتسال کواتل، وی به مثابه خورشید باد، یا ناوی ائکاتل، تصویر شده‌است، که در کیهان‌شناسی آزتک به معنای آفرینش دوم است. نمونه‌ای از این پیکره‌ها، مجسمه سنگی آزتکی، مربوط به دورهٔ پساکلاسیک متأخر است که در موزهٔ آثار انسانی لندن قرار دارد.
صورت میشتکی اِئِکاتل-کتسال کواتل، خدای نُه باد است، که یکی از تصویرنگاشت‌های او، متعلق به دورهٔ پساکلاسیک متأخر، در ویندوبوننسیس دیده می‌شود.